# Молодая Эстония

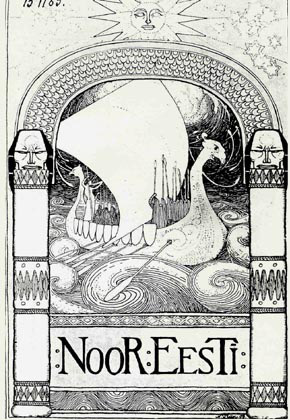
Альманах «Молодая Эстония»

«Молодая Эстония» (эст. Noor-Eesti) ― литературно-художественная эстонская группа, существовавшая в 1905―1915 гг.

## История создания
Эстонская интеллигенция формировалась под влиянием немецкой и русской культур, в 1906 году Николай II разрешил открыть частные школы с обучением на эстонском языке. Более широкое образование молодёжь получала в учебных заведениях Санкт-Петербурга, Риги, Тарту, Мюнхена, Хельсинки, где знакомилась с художественной жизнью этих городов, перенимая особенности тамошнего символизма, импрессионизма и модернизма.
Несколько молодых эстонских писателей и художников в 1905 году образовали литературно-культурную группу «Noor-Eesti» ― «Молодая Эстония». Инициатором группы был писатель Густав Суйтс. В группу входили его друзья: писатели Фридеберт Туглас, Виллем Грюнтхаль, Йоханнес Аавик, Антон Таммсааре, художники Николай Трийк, Конрад Мяги, Кристьян Рауд, Александр Тасс.

## Задачи группы
Участники группы прежде всего стремились к популяризации своего творчества на Западе, поскольку у себя на родине понимания ожидать было бесполезно. Зачастую они шли в русле западных художественных течений: со временем, более всего, к культуре тогдашней Франции и Скандинавии.
Позже, в докладе 1917 г. «О литературных перспективах» Ф. Туглас говорит: «Молодая Эстония» вовсе не является каким-либо литературным течением. Она не провозглашала непогрешимость реализма, романтизма или символизма. Её задачей было только углубление литературной культуры и воспитание сознательного отношения ко всем течениям. Однако как в политике, так и в культуре только сознательность делает возможным существование любой группировки".
Манифестом группы явился сочинение, написанное поэтом Густавом Суйтсом (1883—1956): «Останемся эстонцами, но станем и европейцами!»
«Молодая Эстония» сотрудничала с Обществом народного образования Эстонии (ОНОЭ), с Обществом эстонской литературы (ОЭЛ), с группой «Сиуру»
С началом Первой мировой войны младоэстонцы выступали на «пораженческих», антивоенных позициях.

## Манифест литературной группы «Молодая Эстония»
Когда волна спадает, она поднимается вновь.
Мы чувствуем, как движение, направленное вверх, набирает силу и накрывает всю землю.
В результате естественного развития наша жизнь вновь обрела мощное выражение и нашла новые устремления, о чём в последнее время отчетливо свидетельствуют явления общественной жизни нашей родины.
Хотим ли мы, молодые, подавить в себе мысли и идеи, которыми дух времени наполняет нашу грудь.
Ранее говорили: Noblesse oblige — положение обязывает!
Мы говорим: Jeunesse oblige — молодость обязывает!
И мы стоим на распутье.
У нашей страны имеется много целей и устремлений, но задачей и устремлением молодых должно стать следующее: если нынешнее время является для нас слишком узким и низким, то его надо расширить, привести в соответствие с новыми потребностями!
Помочь людям и народам изменить существующие условия в соответствии с их потребностями, а также поднимать и вести людей вперед может, в первую очередь, образование. И наш призыв звучит так:
Больше культуры! Это первое условие всех освободительных идей и устремлений. Больше европейской культуры! Останемся эстонцами, но станем и европейцами! […] Мы хотим искать те цели и формы, к которым нас ведут, с одной стороны, дух нашего собственного народа, его естественные качества и потребности, а с другой — европейская культура.

## Писатели и художники группы «Молодая Эстония»
Лидер группы Густав Суйтс окончил университет в Хельсинки, на родине активно занимался политической деятельностью, состоял в партии эсеров. В 1921—1944 был профессором Тартуского университета, затем эмигрировал в Финляндию. И сейчас интересны его сборники «Огонь жизни» (1905), «Страна ветров» (1913), «Всё это — сон» (1922), означавшие новые пути эстонской поэзии. В Стокгольме выпустил «Историю эстонской литературы» (1953).
Фридеберт Туглас (1886—1971), впоследствии народный писатель Эстонии, выпустил сборник новелл «Песочные часы», 1913; «Судьба», 1917), роман «Феликс Ормуссон» (1915), автобиографический роман «Маленький Иллимар» (1937), несколько литературоведческих книг об эстонской литературе. Ф. Туглас подчёркивал независимость эстонской художественной жизни. Ещё в статье «Молодая Эстония 1903—1905» (1915) Туглас предлагал объяснение механизма «влияний» в условиях зарождения модернистской литературы в Эстонии: «Поэтому несущественны все разговоры о чужом влиянии, которое якобы способно пересоздать целое литературное поколение и вписать новую главу в историю литературы. Не заимствование является причиной зарождения нового течения, а само новое течение, следуя некой железной логике, вырастает из общественных условий, органически тяготея к родственным явлениям в прошлом или ближайшем окружении». В статье «Зарождение модернистской литературы в Эстонии» (1935) он пишет: «Наше прежнее подчинение культурным влияниям было случайным, несознательным, зависящим в основном от соседских взаимоотношений. <…> Молодое поколение находилось в навязанной ему зависимости от русского влияния, но оно носило официозный характер и не давало возможности увидеть многогранность славянского духа, как в общественной, так и артистической сферах. Последствия этого были в большей степени разрушительными, чем возвышающими».
Из поэтов «Молодой Эстонии» выделяется поэтесса Марие Ундер (1883—1980), избранная позже главой литературной группы «Сиуру» (1917—1919). Большой популярностью пользовался в культурных кругах её экспрессивная поэзия — «Сонеты» (1917), «Amores» (1917) и «Прощай, Эне!» (1918). Вызывала интерес поэзия Хенрика Виснапуу (1889—1951), Йоханесса Семпера (1892—1970).
По праву классиком эстонской литературы считается Юхан Лийв. Благодаря группе «Молодая Эстония» он смог выпустить свой первый сборник стихов «Luuletused» (1909) из 45 стихотворений.
Произведения прозаика Эдуарда Вильде стали началом эстонского романа. В статье «Зарождение модернистской литературы в Эстонии» (1935) он пишет: «Наше прежнее подчинение культурным влияниям было случайным, несознательным, зависящим в основном от соседских взаимоотношений. <…> Молодое поколение находилось в навязанной ему зависимости от русского влияния, но оно носило официозный характер и не давало возможности увидеть многогранность славянского духа, как в общественной, так и артистической сферах. Последствия этого были в большей степени разрушительными, чем возвышающими».
Художники группы А. Лайкмаа, А. Янсен, Н. Трийк и А. Промет сотрудничали в сатирических журналах. Художественные работы Кристьяна Руда (1865—1943) основывались на народных традициях. Конрад Мяэ учился в Петербурге, стал впоследствии известным художником-пейзажистом, в Европе ценятся его картины. Николай Трийк учился в петербургской худлжественной школе Штиглица, затем на Западе. Но именно на родине были им созданы картины «Военный рог зовёт», «Борьба», «Самолёт». Инересна созданная в 1909 г. композиция «Уход на войну» (другое название «Песнь Ванемуйне»), где изображены отправляющиеся в путь староэстонских воинов. Работает Трийк и по мотивам «Калевигопоэга».
Реформатором эстонского языка выступил Йоханнес Аавик (1880—1973), учившийся в немецкой гимназии, затем в Тартуском университете, в Нежинском историко-филологическом университете и в докторантуре университете Хельсинки. Й. Аавик впоследствии ввёл существенные изменения в структуру эстонского языка. На острове Сааремаа открыт музей писателя.

## Издательская деятельность
- 5 литературных сборников «Молодая Эстония» (1905, 1907, 1909, 1912, 1915);
- Сборник «В дни борьбы» (1906);
- журналы «Молодая Эстония» (1910), «Вольное слово» (1914—16);
- журнал «Свободное слово» (1914—1915).